# Рождественка (Тюменская область)
Рожде́ственка — деревня в Сладковском районе Тюменской области. Входит в Менжинское сельское поселение.

## География
Деревня расположена на берегу небольшого озера. Ближайший населённый пункт — посёлок Политотдельский. Расстояние до районного пункта, села Сладково 45 км.

## Население
| 2010 |
| ---- |
| 186  |

Гендерный состав
По данным Всероссийской переписи 2010 года численность населения деревни составляла 186 человек (88 мужчин и 98 женщин).

## Улицы
Уличная сеть деревни состоит из 6 улиц.